# Dasyhelea adjaniae
Dasyhelea adjaniae är en tvåvingeart som beskrevs av Gosseries 1989. Dasyhelea adjaniae ingår i släktet Dasyhelea och familjen svidknott.
Artens utbredningsområde är Kongo. Inga underarter finns listade i Catalogue of Life.